# Jarosław Grzybowski
Jarosław Grzybowski "Grzybek" (ur. 1974 w Bielsku-Białej) – polski perkusista, aranżer i dyrygent. Absolwent Szkoły Muzycznej II Stopnia w Bielsku-Białej, Wyższej Szkoły Administracji w Bielsku-Białej oraz Akademii Muzycznej we Wrocławiu.  W latach 1999–2004 perkusista zespołu Golec uOrkiestra, z którym zagrał ponad 700 koncertów. W 2004 roku założył swój własny big-band - Grzybowski Band, w którym gra na perkusji, pisze muzykę oraz aranżuje. Zespół wydał w 2008 autorską płytę pt. „Vol. 1”. Od 2009 roku prowadzi Big-Band Zespołu Szkół „Silesia” w Czechowicach-Dziedzicach. W 2010 roku kandydował na radnego miasta Bielska-Białej.